# الاشخرة (جعلان بني بو علي)
الاشخرة تقع في ولاية جعلان بني بو علي، التابعة لمحافظة جنوب الشرقية في سلطنة عمان وتبعد عنها حوالي 36 كم. يقدر عدد سكانها بـ 9476 نسمة حسب إحصاء عام 2010 التابع للمركز الوطني للإحصاء والمعلومات الحكومي. رمز المنطقة هو 80420300.

## الوصلات الخارجية
- المركز الوطني للإحصاء والمعلومات، سلطنة عمان